# Sampietrini

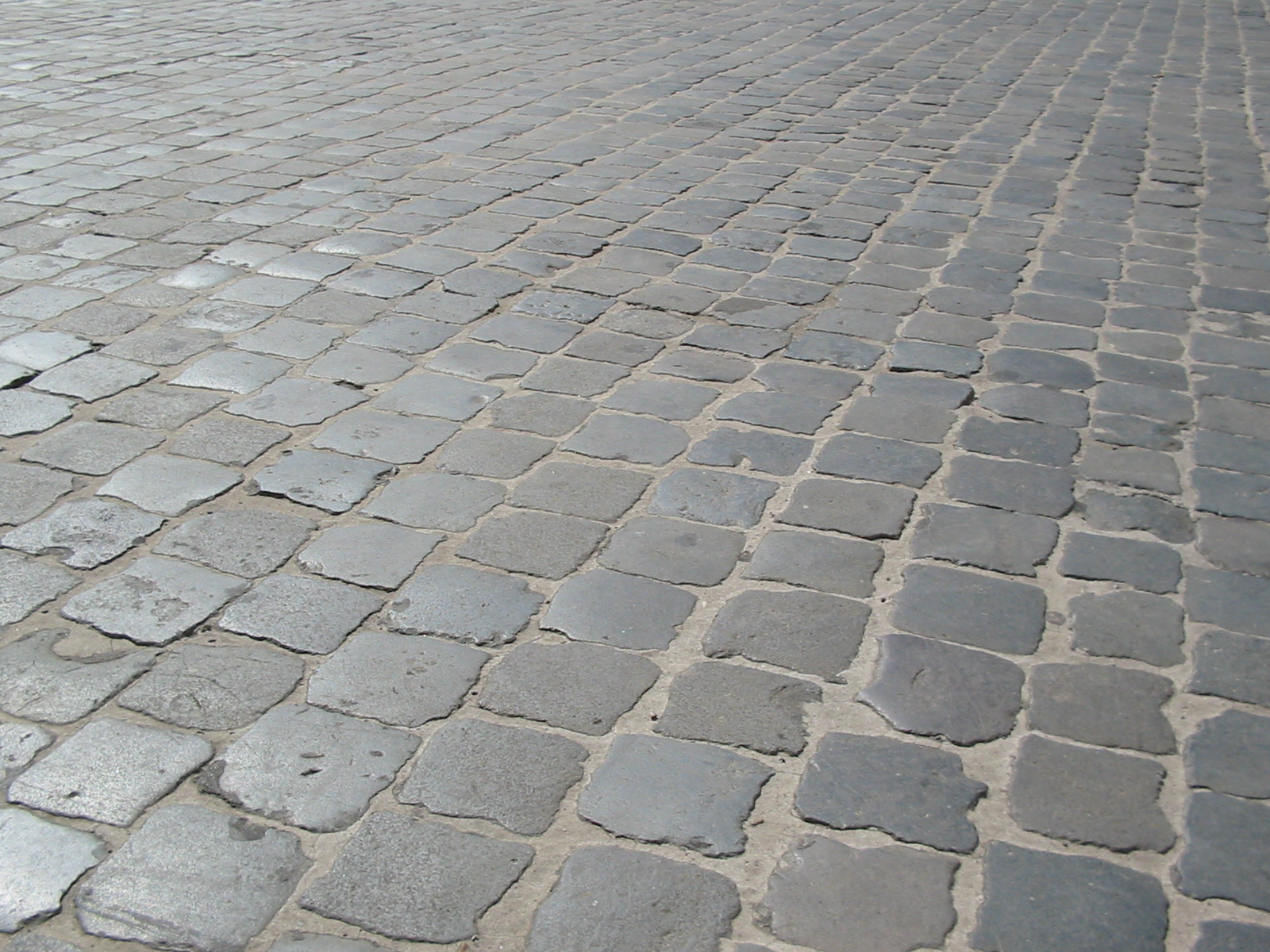
El pavimento de Sampietrini.

Sampietrini (también sanpietrini) es el típico adoquinado del centro de Roma, que toma nombre de la plaza San Pietro.
Está formado por baldosas de porfirítica negra (en singular, "sampietrino"), colocadas una al lado de la otra. Fueron inventadas durante el mandato del Papa Sixto V y fueron usadas para pavimentar las principales calles de Roma porque eran mejor que otros pavimentos hasta ese tiempo utilizados para el tránsito de carruajes.
Sus ventajas eran:
- no cubrían totalmente el suelo, dejando pequeños espacios para que pasara el agua
- se adaptaba fácilmente a las irregularidades del terreno
- era muy fuerte
- después de haberse colocado, podía resistir grandes modificaciones del terreno

Sus desventajas eran:
- el terreno se volvía irregular
- mojado, se volvía muy resbaladizo

Debido a estas peculiaridades, el sampietrino no era apto para las calles donde se circulaba a gran velocidad.
Hoy en día es aún usado para calles históricas o de tráfico limitado en el centro de Roma (en Trastevere por ejemplo), donde el tráfico es escaso y lento.
En julio de 2005 el alcalde de Roma Walter Veltroni culpó al pavimento de sampietrini como causante de muchos problemas: su irregularidad podría ser peligrosa para automóviles o cualquier vehículo de dos ruedas; además los grandes vehículos que lo atraviesan son muy ruidosos y causan grandes vibraciones que pueden dañar los edificios colindantes. Aunque se discute que estos problemas son debidos solo al escaso mantenimiento, Veltroni dijo que desde ahora, los sampietrini serán quitados cuanto sea posible, manteniéndolos solo en áreas peatonales y calles muy características (fuentes   en italiano).